# 9. шаховска олимпијада
9. шаховска Олимпијада одржана је у Дубровнику (ФНР Југославија) од 20. августа до 11. септембра 1950. године.
Учествовало је 16 националних екипа са укупно 84 играча, од којих 4 велемајстора — др Макс Еве, Семјуел Решевски, Мигуел Најдорф и Савиели Тартаковер, уз 23 интермајстора. Манифестација је организована по Бергеровом систему, а одиграно је укупно 480 партија. Темпо игре био је 2,5 сата за првих 40 потеза уз додатак једног сата за сваких наредних 16 потеза. У случају деобе места екипа са истим укупним бројем поена, одлучивали су меч-бодови. Главни судија био је Ханс Кмох (Аустрија).
Чувени шаховски сет фигура „Дубровник” дизајниран је и израђен уочи ове олимпијаде.

## Други светски рат и олимпијска пауза
Шаховска Олимпијада 1950. године одржана је после 11 година паузе (претходна Олимпијада била је у Варшави далеке 1939. године), првенствено због Другог светског рата, а потом су и неки политички конфликти (блоковска подела и „Хладни рат”) утицали да се одржавање ове спортске манифестације одложи у баш тако дугачком временском периоду. На крају, на Конгресу ФИДЕ у Салчебадену (Шведска) 1948. године делегација Шаховског савеза Југославије упутила је свој званични предлог за организацију 9. шаховске Олимпијаде.

### Бојкот
Међутим, одржавање ове шаховске Олимпијаде такође је било проткано политичким сплеткама. Наиме, због сукоба Југославије и Информбироа на политичком плану, делегација Совјетског Савеза успротивила се овом предлогу, запретивши бојкотом, што се на крају и десило. Осим Совјетског Савеза, на Олимпијаду нису допутовали ни шахисти из осталих држава чланица Варшавског уговора.
Од осталих шаховских федерација, одсутни су били и Енглези пошто се њихов национални шампионат календарски подударао са временом одржавања Олимпијаде.

## Фаворити за медаље
Неколико држава сматрано је главним фаворитима за освајање злата. Ту је била Југославија, домаћин Олимпијаде, која је имала веома јаку екипу. Затим, екипа САД-а базирала је своју снагу на искуству врхунских играча попут Решевског и Хоровица. Претенденти за медаљу били су и Аргентинци појачани бившим Пољаком, Мигуелом Најдорфом, и бившим Немцем, Херманом Пилником. Даље, учешће су потврдили Западни Немци са својим подмлађеним тимом — узгред, ово је у историји прво међународно спортско такмичење на ком је Немачка наступила одвојено (као резултат поделе Немачке после Другог светског рата између окупационих сила). Холандија предвођена бившим светским прваком Евеом такође је улазила у обзир за освајање медаље. Остале репрезентације сматране су релативно слабијима.
За време трајања 9. шаховске Олимпијаде која је одржана у летњем периоду, у Дубровнику су владале јаке врућине, што је много више одговарало екипама са млађим саставима.

## Кола 1—5
Игре су започеле 20. августа 1950. године.
У првом колу, Југославија је одлично стартовала победивши Западну Немачку (3:1), Холандија и САД одиграле су нерешено (2:2) након што је Решевски ремизирао са Евеом у једној веома борбеној Шпанској партији. Аргентина је лако победила Перу (3½:0½), док је као изненађење кола била максимална победа Чилеа над Норвешком (4:0). У другом колу, Западна Немачка је победила ослабљену Шведску (без Шталберга, Штолца и Лундина) са 4:0, Чилеанци су се добро држали против Холанђана (али су на крају изгубили резултатом 1½:2½), САД су победиле Италију (3:1), док је Југославија победила индиспонирану Норвешку (4:0). Дерби трећег кола био је сусрет САД-а и Аргентине, који је решен у корист САД-а (2½:1½) захваљујући победи Еванса на последњој (четвртој) табли. Чилеанци су поново направили изненађење одупревши се фаворизованој Југославији (резултат: 2:2), Холандија је савладала Италију (3½:0½), а Западни Немци маскималним резултатом Грчку (4:0). Холандија побеђује Аргентину у четвртом колу (резултатом 2½:1½; најбољи играчи ове две репрезентације, Еве и Најдорф, нису играли у овом колу). Четврто коло у врху табеле није донело ништа ново — Југославија побеђује Шведску (3:1), Западна Немачка савладава Француску (3:1), а истоветним резултатом (3:1) завршава се сусрет шахиста САД-а и Данске. У петом колу, 1. и 2. табла репрезентације Западне Немачке успешно избегавају пораз у мечу против мање искусне репрезентације Перуа (2:2 након што је Перу водио 0:2 захваљујући победама на нижим таблама), док Југославија максималним резултатом (4:0) побеђује Грчку. САД су савладале Белгију минималним учинком од 2½:1½, док су Аргентина (против Италије) и Холандија (против Данске) оствариле продуктивне победе (оба резултата 3½:0½).
После петог кола у вођству се нашла репрезентације Југославије са 16 поена, док су је пратиле Холандија и Западна Немачка са по 14, САД и Аргентина са по 13 поена итд.

## Кола 6—10
Изненађење шестог кола била је (додуше минимална) победа Белгије над Холандијом (2½:1½). Минималне победе такође су оствариле Западна Немачка (против Аустрије) и САД (против Финске). Најубедљивију победу у шестом колу постигла је водећа репрезентација, екипа Југославије (против Француске, 3½:0½), а убедљиви су били и Аргентинци (против Чилеа 3:1). У седмом колу долази до дербија САД против Западне Немачке, који је одлучен у корист САД-а резултатом 2½:1½. Аргентина против Данске, и Југославија против Перуа, побеђују истоветно — максималним резулатима 4:0, док Холандија само ремизира са Финском (2:2), а у следећем, осмом колу губи против чврстих Западних Немаца (1:3). Потом Југославија дели поене са Аустријом (2:2, репрезентативац Југославије Стојан Пуц губи партију од Аустријанца Ламберта, док др Трифуновић побеђује Палду), а Аргентина против Белгије, као и САД против Норвешке, остварује максималну победу од 4:0. У деветом колу водиле су се велике битке између Југославије и САД, које часно ремизирају (2:2) иако ниједна од четири партије није завршена ремијем. Холандија се опоравила максималном победом против Норвешке (4:0), Западна Немачка је савладала Италију са 3:1, као и Аргентина екипу Финске (2½:1½). Затим, у 10. колу долази до два дербија, али се на турнирској табели ништа значајније не мења — Западна Немачка игра нерешено 2:2 против Аргентине, а у другом дербију Југославија минималним резултатом 2½:1½ побеђује Холандију. Истим резултатом, САД побеђује Шведску. Та победа могла је бити и убедљивија да амерички мајстор Џорџ Крамер у Француској одбрани није беспотребно форсирао направиши серију некоректних жртава, и на крају изгубио од много мање познатог шведског шахисте Нилса Берквиста (швед. Nils Bergkvist).
На табели после 10. кола води Југославија са 30 поена, а следе Аргентина са 28½, САД са 26½, Западна Немачка са 26, Холандија са 24 поена итд.

## Кола 11—14
У 11. колу лидер на табели Југославија побеђује Италију са максималних 4:0, незнатно повећавајући разлику у односу на Аргентину, која оствараје незнатно слабији резултат победивши Норвешку са 3½:0½. Репрезентативци САД-а очекивано су победили Грчку (3½:0½), Западна Немачка савладала је Данску (3:1), док је фаворизована Холандија одиграла нерешено 2:2 против Шведске. У 12. колу долази до дербија водећих на табели Југославије и Аргентине, до меча који би могао одлучити о злату (у наредна три последња кола обе репрезентације по распореду такмичења имале су за противнике доста слабије противнике). Аргентина је минималним резултатом (2½:1½) победила домаћина Југославију, а главно поприште борбе била је партија Глигорић — Најдорф у којој је у Затвореној варијанти Сицилијанске одбране аргентински велемајстор Најдорф црним фигурама остварио лепу и важну победу за своју екипу тако што је неутрализовао претње белог на краљевом крилу и у центру, а затим спровео напад на на дамином крилу и једном комбинацијом освојио два пешака, после чега му победа ни у једном тренутку није дошла у питање. У овом колу, очекивана победа Холандије против Грчке није дошла у питање (уз максимални резултат, 4:0), Западна Немачка је минималним резултатом победила Белгију (2½:1½), а подбацила је екипа САД одигравши нерешено 2:2 против чврстих Француза.
Пред последња три кола, разлика између водећих се смањила, тако да је стање на табели:
1. Југославија 35½
2. Аргентина 34½
3. САД 32
4. Западна Немачка 31½
5. Холандија 30, итд.

У свом походу ка свом првом олимпијском злату, Југославија максималним резултатом 4:0 побеђује Данце у 13. колу, а Аргентина је такође успешна, мада репрезентацији Шведске дозвољава један реми (укупно 3½:0½). Од осталих кандидата за медаље, Западна Немачка побеђује у дуелу са Финском (3:1), а САД савладавају Перу само са 2½:1½ чиме се борба за бронзу заоштрава пошто су САД и Западна Немачка сада изједначене на табели са 34½ поена, док Французи праве изненађење кола одигравши нерешено са кандидатом за бронзу, Холандијом 2:2. У борби за златну и сребрну медаљу, и Југославија против Белгије, и Аргентина против Грчке побеђују са 3:1, док у борби за бронзу, Западна Немачка минималним резултатом 2½:1½ побеђује Чиле (чиме ипак престиже екипу САД на табели), Холандија идентичним резулатом савладава Перу (чиме остаје само на теоријским шансама за освајање бронзане медаље), док САД поново подбацује одигравши нерешено са Аустријом 2:2, али је ипак остаје у конкуренцији за бронзу.
Пред последње коло Југославија је била корак до злата. Стање водећих на табели је следеће:
1. Југославија 42½
2. Аргентина 41
3. Западна Немачка 37
4. САД 36½
5. Холандија 34½, итд.

## Последње, 15. коло
У последњем, 15. колу Југославија побеђује Финску са 3:1, чиме осваја златну медаљу на 9. шаховској Олимпијади у Дубровнику 1950. године. Аргентина, иако побеђује Француску, мање је успешна (резултат је 2½:1½) и осваја сребрну медаљу. У борби за бронзу, Холандија остварује само минималну победу 2½:1½ против екипе Аустрије, док до циља долази ипак репрезентација Западне Немачке, победивши Норвешку са 3½:0½. Истим резултатом екипа САД-а побеђује Чиле, што ипак није било довољно у борби за медаљу.
Од фаворита прокламованих пре почетка такмичења, Југославија је заузела прво место, Аргентина друго, Западна Немачка била је трећа, САД су четврте, док је Холандија завршила на петој позицији на табели.
9. шаховска Олимпијада трајала је до 11. септембра 1950. године.

## Коначна табела
| #  | Држава          | Шахисти | Бодови |
| -- | --------------- | --- | ------ |
| 1  | СФРЈ            | ИМ Светозар Глигорић (11/15 • +9 =4 -2 • 73,3%) ИМ Васја Пирц (9½/14 • +7 =5 -2 • 67,9%) ИМ Петар Трифуновић (10/13 • +8 =4 -1 • 76,9%) ИМ Браслав Рабар (9/10 • +8 =2 -0 • 90,0%) ИМ Милан Видмар млађи (5/6 • +4 =2 -0 • 83,0%) ИМ Стојан Пуц (1/2 • +1 =0 -1 • 50,0%) | 45½    |
| 2  | Аргентина       | ВМ Мигуел Најдорф, ИМ Хулио Болбоћан, ИМ Карлос Гимард, ИМ Хектор Росето, ИМ Херман Пилник | 43½    |
| 3  | Западна Немачка | ИМ Волфганг Унцикер, Лотар Шмид, Герхард Фајфер, ИМ Лудвиг Релштаб, Ханс-Хилмар Штауте | 40½    |
| 4  | САД             | ВМ Семјуел Решевски, ИМ Херман Штајнер, ИМ Ал Хоровиц, Џорџ Шејнсвит, Џорџ Крамер, Лари Еванс | 40     |
| 5  | Холандија       | ВМ Макс Еве, ИМ Тео ван Шелтинга, ИМ Лодевијк Принс, ИМ Николас Кортлевер, Хаије Крамер, Јан Хајн Донер | 37     |
| 6  | Белгија         | ИМ Алберик О'Кели, Артур Дункелблум, Паул Дево, Жорж Тибо, Карл Ван Шор | 32     |
| 7  | Аустрија        | Алфред Бени, Ханс Бусек, ИМ Ханс Милер, Карл Палда, Ханс Ламберт | 31½    |
| 8  | Чиле            | Марјано Кастиљо, Родриго Флорес, Рене Летељер Алехандро Сејсдедос Макиони | 30½    |
| 9  | Француска       | ВМ Савиел Тартаковер, ИМ Николас Росолимо, Клод Иго, Стефан Кестен, Шантал Шод де Силан, Робер Крепо | 28½    |
| 10 | Финска          | ИМ Еро Бок, Карле Ојанен, Рејно Њеми, Илмари Нијемиле, Соини Хеле, Харас Хеикихејмо | 28     |
| 11 | Шведска         | Кристијан Скелд, Инге Јохансон, Алан Берквист, Нилс Берквист, Lindquist, Stenborg | 27½    |
| 12 | Италија         | ИМ Винћенцо Касталди, Винћенцо Нестлер, Ђорђо Порека, Алберто Ђустолизи, Ђузепе Примавера | 25     |
| 13 | Данска          | Кристијан Поулсен, Харалд Еневолдсен, Ејгил Педерсен, Мојзес Куперштих, Хартвиг Нилсен | 22     |
| 14 | Перу            | ИМ Естебан Канал, Хулио Симар, Марио Запата, Фелипе Пинзон Солис | 21½    |
| 15 | Норвешка        | Ерлинг Михре, Анге Вестал, Ото Моркен, Хари Конгсхавн, Хакон Опсал | 15     |
| 16 | Краљевина Грчка | Фотис Мастихиадис, Панаџотис Панагупоулус, Аристидес Зографакис, Јонис Боулаханис, Аристогејтон Отонеос | 12     |

## Појединачне медаље
Награде за најбоље појединачне резултате освојили су:
за најбољи резултат на 1. таблиМигуел Најдорф (Аргентина) и Волфганг Унцикер (Западна Немачка),
за најбољи резултат на 2. таблиХулио Болбоћан (Аргентина),
за најбољи резултат на 3. таблиПетар Трифуновић (Југославија),
за најбољи резултат на 4. таблиБраслав Рабар (Југославија),
за најбољи резултат на 5. таблиХерман Пилник (Аргентина), и
за најбољи резултат на 6. таблиЛари Еванс (САД)

## Занимљивости и рекорди
- На овој Олимпијади играла је Шод де Силан, која је била прва жена која је уопште играла на шаховским олимпијадама.
- Упркос чињеници да репрезентација САД-а није изгубила ниједан меч, та екипа није освојила ниједну медаљу. То је једини такав случај у историји ових такмичења.
- Успостављен је послератни рекорд у броју мечева са максималним победама (4:0). Било их је укупно 13.
- Репрезентативац Финске, Соини Хеле (фин. Soini Helle) био је најмирољубивији учесник Олимпијаде остваривши 9 ремија из 10 партија. Процентуално, ово је најмирољубивији резултат који је икада неки шахиста остварио на олимпијадама, укључујући чак и играче који су одиграли много мање партија од Хелеа.